# Далёковский сельский совет
Далёковский сельский совет (укр. Далеківська сільська рада, крымскотат. Tatar Çağaltay köy şurası) — согласно законодательству Украины — административно-территориальная единица в Черноморском районе Автономной Республики Крым.
Население по переписи 2001 года — 2451 человек.
К 2014 году состоял из 5 сёл:
- Далёкое
- Владимировка
- Журавлёвка
- Зоряное
- Северное

## История
1 октября 1966 года в Крымской области УССР в СССР был образован Далёковский сельский совет. На 1 января 1968 года, помимо современных, включал также упразднённое впоследствии Грозное.
С 12 февраля 1991 года — сельсовет в восстановленной Крымской АССР, 26 февраля 1992 года переименованной в Автономную Республику Крым. С 21 марта 2014 года в составе Крыма аннексирован Россией. Законом «Об установлении границ муниципальных образований и статусе муниципальных образований в Республике Крым» от 4 июня 2014 года территория административной единицы была объявлена муниципальным образованием со статусом сельского поселения.